# تحفيز عميق للدماغ
التحفيز العميق للدماغ (بالإنجليزية: Deep brain stimulation)‏ هو علاج جراحي ينطوي على زرع جهاز طبي يسمى جهاز تنظيم الدماغ، الذي يرسل نبضات كهربائية إلى أجزاء معينة من الدماغ.

## ماهو التحفيز العميق للمخ؟
التحفيز لمرضى الباركنسون (الشلل الرعاش)
يعتبر من الإجراءات الجراحية المتفق عليها عالميا والمعترف بها من قبل هيئة الغذاء والدواء الأميركي (FDA)، حيث يقوم الفريق المعالج بتحديد المرضى الذين سيستفيدون من هذا الإجراء الجراحي، والذي يخفف من حدة أعراض المرض وخاصة تصلب الأطراف وبطء الحركة.
كما أن التحفيز الكهربائي يساعد على تقليل جرعات الأدوية، وبالتالي تقليل الأعراض الجانبية التي عادة ما تحصل بعد أخذ جرعات عالية من هذه الأدوية فبعد عمل فحوصات طبية للمريض بما فيها التصوير بالأشعة المغناطيسية للدماغ يتم عمل اختبار مدى استجابة المريض لجهاز التحفيز الكهربائي للدماغ، ولا يتم تركيب الجهاز للمرضى الذين يعانون من أمراض نفسية غير متحكم بها أو المرضى الذين يعانون من زيادة سيولة الدم لأي سبب من الأسباب أو المرضى الذين لا يتحملون الإجراء الجراحي لأسباب صحية، ويتم تركيب جهاز التحفيز الكهربائي على مرحلتين حيث يتم في المرحلة الأولى تركيب أقطاب كهربائية رقيقة داخل نويات محددة في عمق الدماغ، وهي مرحلة تتم تحت التخدير الموضعي عادة بالإضافة إلى التخدير البسيط في مراحل العملية الجراحية ليتم التأكد من راحة المريض أثناء تركيب الأقطاب الكهربائية، وبدايةً يتم تثبيت جهاز التوجيه الجراحي ثلاثي الأبعاد على رأس المريض وعمل أشعة مغناطيسية لتحديد أبعاد النويات الدماغية وهي الهدف للأقطاب الكهربائية، بعد ذلك يتم وضع أقطاب كهربائية لتخطيط الدماغ لتحديد النويات الدماغية وعمل اختبارات لتحديد مدى استجابة المريض للتحفيز الكهربائي.
بعدها يتم تركيب الأقطاب الكهربائية الدائمة وتثبت في الجمجمة، وبعد هذه المرحلة يتم عمل أشعة لتحديد موقع الأقطاب داخل الدماغ وأي تغيرات بعد العمل الجراحي.
وفي المرحلة الثانية يتم فيها تركيب مولد النبض الكهربائي للتحفيز المستمر والتي توضع تحت التخدير العام، وتوضع البطارية تحت الجلد أسفل عظم الترقوة في أعلى الصدر وتوصل بأسلاك تحت الجلد بالأقطاب الكهربائية، ويقوم الفريق المعالج لاحقا بتشغيل وبرمجة الجهاز باستخدام جهاز ريموت خاص، وهذه المرحلة تحتاج تعاون المريض والمواظبة على المواعيد لتحديد البرمجة التي تسيطر بشكل أفضل على أعراض المرض ويتم أيضا تغيير جرعات الأدوية ومن الأعراض الجانبية التي يعتبر حدوثها قليلا هي الالتهابات في الجروح وفي حالات نادرة قد يحصل تجمع دموي حوالي الأقطاب الكهربائية.
ويحتوي الجهاز على عدة مكونات تبدأ بالقطب الكهربائي وهو سلك لا تتعدى سماكته 1.2 مليميتر ينتهي بأربعة أقطاب كهربائية على الطرف الذي يتم زرعه داخل الدماغ.
ومولد النبض الكهربائي أو المحفز العصبي هو جهاز صغير يشبه جهاز تنظيم ضربات القلب، يحتوي على بطارية ومكوّنات إلكترونية، يتم زرع المحفز العصبي تحت الجلد في أعلى الصدر أو في منطقة البطن، ويقوم بتوليد النبضات الكهربائية اللازمة للتحفيز.
المكوّنات الخارجية تحتوي على جهاز تحكم لتعديل بيانات جهاز التحفيز العصبي، ويمكن تعديل النبضات الكهربائية من دون تدخل جراحي من قبل الطبيب عبر جهاز تحكم الطبيب وإرسالها بواسطة التتبع اللاسلكي إلى جهاز التحفيز العصبي المزروع، ويتميز الجهاز بأنه متوافق مع الحياة اليومية ومتوافق مع الأنشطة المهنية والاجتماعية.
وللاحتياطات العامة يتم التنبيه من ممارسة انشطة بدنية تفرض ضغطاً مباشراً على مكونات الجهاز، ويتم التنبيه أنه قد تحدث تداخلات جهاز التحفيز مع بعض الفحوصات مثل عمل أشعة الرنين المغناطيسي بسبب وجود مجال مغناطيسي قوي قد يؤثر على الجهاز، ويجب استشارة الطبيب قبل عمل هذا النوع من الأشعة، كما يجب الاستشارة قبل عمل أي إجراء عملية جراحية، ويجب الحصول على البطاقة التعريفية بالجهاز، وعند شعور المريض بانتكاسة في أعراض المرض عليه أن يقوم بالتواصل مع طبيبه لفحص عمل الجهاز.

## لماذا يتم عمله؟
التحفيز العميق للمخ يمكنه توفير تحفيز مستمر للمخ، الذي يتحكم في الحركات الغير طبيعية (الأرتعاش، الألتواء، التصلب والبطء) بطريقة فعالة أكثر من العلاجات بالأدوية. كحقيقة، الدواء يمكن تقليله أو توقيفه تماما بعد علاج دى بي اس.

## المخاطر والمضاعفات
الاثار الجانبية المحتملة للتحفيز العميق للمخ 
- الدبابيس والإبر ; احساسات الوخز
- الأحساس بصدمة كهربائية
- شد عضلى أو انقباضات
- حركة غير طبيعية

المضاعفات الجراحية المحتملة والمخاطر
| حساسية للمواد المزروعة       | الشلل، الغيبوبة، الموت           |
| مضاعفات عصبية دائمة أو مؤقتة | نزيف داخل المخ                   |
| ارتباك أو مشاكل الانتباه     | تسرب السائل الدماغى المحيط بالمخ |
| ألم في مكان الجراحة          | تشنجات                           |
| صداع                         | عدوى                             |

## العلاجات البديلة
- التمرين- ليس بالضرورة «علاج بديل», التمارين مثل تاي تشاي واليوجا يمكنها تقليل الأجهاد ومساعدتك على الأسترخاء أكثر، وتزيد نشاطك، اتزانك ومرونتك. بصورة عامة التدرب طريق امن، فعال وسهل لتحسين صحتك. دائما استشير طبيبك قبل بدء برنامج تدرب.
- الغذاء- عن طريق اتباع توصيات طبيبك وأخصائى التغذية وأكل أطعمة من كل المجموعات الغذائية وبكميات مناسبة، يمكنك تحسين صحتك.
- السلوك الأيجابى- وجود أفق ايجابى لا يمكنه علاج داء باركنسون، ولكن يمكنه تقليل اجهادك ومساعدتك على الشعور بالتحسن.
- العلاج بالأدوية

## أهلية المرشح
- داء باركنسون المتقدم دونما تحكم كامل بالأدوية أو مع اثار جانبية غير محتملة من الأدوية.
- الرعشة الأساسية مع التحكم الغير كافى بالأدوية أو مع اثار جانبية غير محتملة من الأدوية.
- ديستونيا مع التحكم الغير كافى بالأدوية أو مع اثار جانبية غير محتملة من الأدوية.